# El Álamo
El Álamo è un comune spagnolo di 4 973 abitanti situato nella comunità autonoma di Madrid.